# Antonio Luisi
Antonio Luisi (* 7. Oktober 1994 in Luxemburg) ist ein luxemburgischer Fußballspieler.

## Karriere

### Verein
Luisi spielte in seiner gesamten Jugendzeit für den Racing FC Union Luxemburg und wurde unter anderem 2010 mit der U-17 des Vereins luxemburgischer Meister und Pokalsieger. Am 25. Februar 2012 gab er im Alter von 17 Jahren sein Debüt für Racing in der BGL Ligue. Nach einer weiteren Saison wechselte er im Sommer 2013 zum FC Differdingen 03, mit dem er in den Jahren 2014 und 2015 den Luxemburger Fußballpokal gewann. Für den Verein bestritt er in dieser Zeit insgesamt elf Spiele (0 Tore) in der Europa-League-Qualifikation. Zur Saison 2017/18 wechselte er ablösefrei zum Meister und Pokalsieger F91 Düdelingen. Hier gewann er zwar die Meisterschaft, aber nach nur sieben Einsätzen wechselte er im Sommer 2018 leihweise zu Jeunesse Esch. Doch nach einer starken Hinrunde mit neun Toren in elf Saisonspielen verletzte sich der Stürmer in der Winterpause bei einem Testspiel schwer am Knie und fiel lange aus. Nachdem er deswegen die komplette folgende Saison verpasst hatte, wurde er im Sommer 2020 für ein Jahr an Ligarivale Progres Niederkorn verliehen und anschließend fest verpflichtet. Am 1. Juli 2023 folgte dann wieder ein Wechsel zu Jeunesse Esch und ein Jahr später ging Luisi erneut zum F91 Düdelingen. Dort absolvierte er bis zur folgenden Winterpause zehn Ligapartien und verließ den Verein im Januar 2025 wieder. Nach einem halben Jahr Pause schloss er sich zur Saison 2025/26 dem Zweitligisten FC Monnerich an.

### Nationalmannschaft
Nach diversen Auswahlspielen in der Jugend kam Luisi am 14. August 2013 erstmals im Freundschaftsspiel gegen Litauen (2:1) für die luxemburgische A-Nationalmannschaft zum Einsatz. Insgesamt absolvierte er sechs Spiele bis zu seiner vorerst letzten Nominierung im September 2014.

## Erfolge
- Luxemburgischer Meister: 2018
- Luxemburgischer Pokalsieger: 2014, 2015
- Luxemburgischer U-17-Meister: 2010

## Sonstiges
Luisi wurde nach seinem Einsatz mit der A-Nationalmannschaft gegen Portugal im Jahr 2013 eine große Karriere vorausgesagt. Etliche Scouts interessierten sich für den jungen Spieler, der sich allerdings dafür entschied, in Luxemburg seine Karriere fortzusetzen.